# Johann Nepomuk Hummel
Johann Nepomuk Hummel (Pressburg, actual Bratislava, 14 de noviembre de 1778 – Weimar, 17 de octubre de 1837) fue un virtuoso pianista, compositor, profesor y director eslovaco-austríaco. Fue considerado como uno de los mejores compositores y pianistas de su época. Además, fue alumno de Wolfgang Amadeus Mozart.

## Biografía

### Inicios de su carrera
Nació el 14 de noviembre de 1778. Hummel era un niño prodigio. Estando ya más avanzado a los tres años que muchos niños que le doblaban la edad. Según su padre Johannes, también músico y director, podía leer partituras a los cuatro años, tocar el violín y el piano a los cinco, y cantar con perfecta entonación. En 1786, a la edad de ocho años, la familia se mudó a Viena, donde Johann llegó a ser director del Theater auf der Wieden, conocido también como Freihaus.
Hummel avanzó rápidamente en el piano, convirtiéndose en el alumno de Mozart en 1786. Mozart quedó tan impresionado por el talento del joven que decidió enseñarle sin cobrarle por ello; además, como se hacía frecuentemente en la época, Hummel vivió con los Mozart durante su época de aprendizaje con él. Durante su estancia, Hummel tuvo la oportunidad de conocer, o al menos observar, a los distinguidos invitados que solían visitar la casa de Mozart, entre los cuales estaba Lorenzo da Ponte y Haydn, quien a veces iba a leer los cuartetos de cuerda, con Mozart tocando la viola, Johann Baptist Wanhal el chelo y Carl Ditters von Dittersdorf el segundo violín.
En 1788, Mozart tuvo que dejar de darle clases y recomendó a Hummel y a su padre que se fueran de gira para hacerse conocer en el mundo de la música, como Mozart había hecho décadas antes con su propio padre. Siguiendo su consejo, en diciembre de 1788 Johannes y su hijo empezaron una gira que duró cinco años, durante los cuales visitaron Brno, Praga, Dresde, Berlín, Magdeburgo, Gottinga, Brunswick, Kassel, Weissenstein, Hanover, Celle, Hamburgo, Kiel, Rendsburg, Flensburg, Lübeck, Schleswig, Copenhague, Odense, las islas británicas, los Países Bajos, Colonia, Bonn, Maguncia, Fráncfort del Meno y Linz. 
En la primavera de 1790, Hummel y su padre llegaron a Edimburgo, donde el hijo causó una gran impresión como intérprete y tuvo la oportunidad de aprender inglés. Se establecieron en esta ciudad durante tres meses, durante los cuales padre e hijo se dedicaron ambos a dar clases. Después siguieron dando conciertos hacia el sur, pasando por Durham y Cambridge, hasta llegar a Londres en otoño, donde pudo conocer a Haydn, ya no como joven alumno de Mozart, sino como eminente pianista y compositor.
Su gira tenía que seguir hacia Francia y España, pero debido a la Revolución francesa tuvieron que cancelarla para regresar a Viena, a través de los Países Bajos. Tocó durante dos meses cada domingo en el palacio del Príncipe de Orange en La Haya, hasta que el avance de las tropas francesas los forzó a ir hasta Linz. Allí se encontraron con el resto de la familia y a principios de 1793 volvieron todos a Viena.

### Viena y los Esterházys
La siguiente década fue para Hummel una larga década de estudio, composición y enseñanza, aunque también hizo algunos recitales públicos. Tuvo a Johann Georg Albrechtsberger y a Antonio Salieri de maestros, que le enseñaron contrapunto y composición vocal, estética y filosofía de la música, respectivamente. Asimismo restableció sus conexiones con Haydn, que había regresado a Viena después de su segundo viaje a Londres. Se dice que este último le dio clases de órgano y le advirtió que tocar demasiado el órgano podía hacer que sus manos se volvieran demasiado pesadas para el fortepiano. 
Durante estos años, Hummel pasó por un período con muchos problemas económicos, por lo cual daba nueve o diez clases por día y componía hasta altas horas de la noche, pero en el mismo periodo ganó un gran círculo de seguidores. La aparición de Beethoven en Viena fue un golpe duro para la autoestima de Hummel, y aunque sus seguidores tuvieron disputas constantes, los dos empezaron una larga y, al mismo tiempo, tempestuosa amistad.
En 1804, Hummel firmó un contrato como Konzertmeister (concertino) del Príncipe Nicolás II Esterházy en Eisenstadt, aunque se cree que empezó a trabajar para él mucho antes, puesto que en 1803 ya hay registros de que recibió dinero y alojamiento gratuito en Eisenstadt, y es probable que su famoso concierto para trompeta en Mi Bemol Mayor fuera escrito y estrenado en la fiesta de año nuevo que se celebró en el palacio Esterházy el 1 de enero de 1804.
Aunque algunos estuvieron resentidos con la llegada de Hummel a Eisenstadt, ya que sucedía al venerado Haydn (después de la muerte de este último en 1809 se convirtió en Kapellmeister, maestro de capilla), el Príncipe estaba completamente satisfecho con su nuevo Konzertmeister, a quien había contratado principalmente para componer y dirigir música sacra para su coro y orquesta y también escribir música teatral. Si bien Hummel tenía una experiencia limitada en estos ámbitos, fue productivo y tuvo éxito; toda su música sacra y parte de sus obras dramáticas (incluyendo las tres óperas) fueron compuestas durante este tiempo. Igualmente sobresalió como director, destacando el estreno de Die Schöpfung de Haydn en la corte de Esterházy.
La satisfacción del Príncipe terminó a final de 1808, cuando despidió a Hummel por descuidar sus deberes y estar cada vez más absorto componiendo música para Viena. Posiblemente gracias a la intervención de Haydn, Hummel fue readmitido, aunque no cambió sus hábitos y en 1811 su contrato terminó definitivamente.
Cuando regresó a Viena en 1811, Hummel no apareció mucho en público como pianista, pero fue bastante activo como compositor de música para piano, música de cámara y obras dramáticas. En 1813 se casó con la conocida cantante Elisabeth Röckel, con quien tuvo dos hijos, Eduard, pianista, y Karl, pintor.

### Weimar
Hacia 1814 Elisabeth Hummel convenció a su esposo para que hiciera más actuaciones como pianista. El momento no pudo ser más oportuno, ya que Hummel causó gran sensación entre el público de los conciertos y las fiestas del Congreso de Viena.
En 1816 realizó otra gira por Praga, Berlín y Leipzig que le dio nueva confianza y le convirtió en una celebridad, pero una vez más tuvo problemas económicos. Para poder mantener a su familia, decidió buscar un trabajo seguro y permanente. Consiguió su objetivo obteniendo la plaza de Kapellmeister en Stuttgart entre 1816 y 1818, pero a pesar de la espléndida capilla y la excelente orquesta, no estaba satisfecho porque no tenía tiempo para componer. En 1819 aceptó la plaza de Kapellmeister en Weimar, posición que conservó hasta su muerte en 1837. El contrato de Weimar era una mejora respecto al de Stuttgart, dado que incluía anualmente tres meses libres, que podían ser en primavera, cuando la temporada europea de conciertos estaba en su punto más álgido.
Los años que Hummel pasó en Weimar fueron muy productivos. A través de Goethe conoció a las figuras eminentes del mundo intelectual y participó en el rico ambiente cultural de la ciudad. Su trabajo principal era dirigir en el teatro de la corte. El repertorio era variado, incluyendo obras de los compositores más importantes del pasado (sobre todo Mozart) y, con el paso de los años, óperas más recientes de Weber, Rossini, Auber, Meyerbeer, Halévy, Spohr y Bellini. Las producciones se beneficiaban considerablemente de las giras de Hummel, durante las cuales conocía a nuevos cantantes extranjeros talentosos, a los que después contrataba. También presidía celebraciones y actuaciones especiales en honor a la familia ducal o a celebridades locales como Goethe, presentaba conciertos de artistas visitantes, como Paganini (1829), y tocaba en fiestas privadas. 
Hummel consiguió que la década de 1820 fuera una de sus más productivas gracias a la cantidad de tiempo que tenía para clases privadas y componer. Además de conciertos, obras virtuosas para piano y música de cámara, escribió cantatas para la corte y numerosas pequeñas piezas para editoriales, incluyendo arreglos de oberturas y conciertos. Pero no hubo nada que ocupara tanto su tiempo e imaginación como el tratado comprehensivo, con múltiples volúmenes, para piano.

### Giras tardías y últimos años
La década de 1820 también fue una época ocupada para Hummel como intérprete en gira. Viajó a Rusia en 1822 (donde conoció a John Field), Polonia en 1828 (donde conoció a Chopin, en quien Hummel tendría una influencia profunda), Francia y los Países Bajos. 
En 1827, los Hummel y su alumno Ferdinand Hiller viajaron a Viena para visitar por última vez a Beethoven, que estaba en sus últimos días. En el concierto en homenaje a Beethoven, honrando su petición, Hummel improvisó en temas de las obras del difunto compositor. Durante su estadía en Viena se encontró por primera vez con Schubert. La admiración que sentía Schubert por Hummel fue duradera; modeló su quinteto "La Trucha" basándose en la versión de quinteto que Hummel había hecho de su famoso Septeto op.74, y dedicó sus últimas tres sonatas para piano a Hummel. No obstante, como no se publicaron hasta 1838, cuando ambos compositores ya habían fallecido, el nuevo editor Diabelli cambió la dedicatoria a Schumann. 
En 1830, Hummel hizo una gira de seis meses a París y Londres, que volvía a visitar después de casi 40 años. Esta gira representó el clímax de su carrera, ya que las posteriores estancias en Londres en 1831 y 1833 mostraron ya que su reputación estaba declinando. Su última gira fue una visita a Viena el año 1834. Durante los últimos tres años de su vida, su actividad se vio reducida drásticamente debido a la falta de salud. Su muerte fue vista como el fin de una era y fue adecuadamente marcada en Viena con la representación del Réquiem de Mozart.

### Hummel como intérprete y profesor
Hummel fue uno de los pianistas más famosos de Europa y creó un modelo para los próximos artistas que hacían giras gracias a sus habilidades organizativas y de relaciones públicas. Su manera de tocar fue objeto de muchas críticas entusiastas, en las cuales todas coincidían que tenía una manera de tocar muy clara, limpia, con uniformidad, delicadeza, con una extraordinaria calidad de relajación y la habilidad de crear la ilusión de velocidad sin coger tempos muy rápidos. Críticas contrarias, como las de los admiradores de Beethoven, lo acusaban de falta de intensidad y pasión. Como la mayoría de los virtuosos de la época, no interpretaba casi nunca obras ajenas. El carácter contenido de Hummel no excluía exhibiciones virtuosas ni otras técnicas para estimular a la audiencia; en alguna ocasión se dice que el público subió a sus asientos para poder ver mejor sus dobles trinos, por los cuales era reconocido.
Sus conciertos seguían el formato de este periodo: obras propias - música de cámara y conciertos - e improvisaciones en las cuales el tema central era un extracto de una ópera o a veces de música de compositores locales.
Hummel también fue uno de los grandes directores de principios del siglo XIX y en este ámbito tocaba más frecuentemente música de otros compositores. Por otro lado, mientras que los comentarios de sus interpretaciones normalmente reflejaban los prejuicios de los observadores, las críticas de sus improvisaciones siempre fueron unánimemente entusiastas.  Hummel se encontraba más a gusto improvisando que tocando composiciones formales, y destacaba particularmente en crear variaciones de fugas de cuatro o cinco partes. Las improvisaciones típicas consistían en una introducción tipo fantasía, temas sobre óperas populares y una serie de variaciones libres, a veces terminando con una paráfrasis del final de una ópera, como Don Giovanni. 
Durante muchos años Hummel fue uno de los profesores más importantes y costosos. Entre quienes fueron sus alumnos están muchos de los músicos notables de la siguiente generación: Hiller, Karl Eduard Hartknoch, Adolf von Henselt, Karl Georg Mangold, Julius Benedict, Ludwig Rakemann, Eugénie Beer, Giuseppe Unia, y también el hijo de Mozart, Franz Xaver. El joven Schumann quiso estudiar con Hummel, pero nunca lo consiguió. 
Sólo usaba sus propias composiciones para enseñar, aunque sus alumnos tocaban frecuentemente obras de otros compositores. Sus enseñanzas están sintetizadas en su método para piano, Ausführlich theoretisch-practische Anweisung zum Piano-forte Spiel. Esta obra formada por tres volúmenes, con más de 2000 ejercicios, fue publicada casi simultáneamente en Alemania (1828), Inglaterra (1828) y Francia (1829), y parece ser que vendió miles de copias en los primeros días de su publicación. Sigue siendo una de las fuentes más importantes sobre la interpretación del estilo vienés tardío, abarcando tópicos tan diversos como la ornamentación, los digitados, las improvisaciones, la afinación y una comparación entre los pianos ingleses y vieneses.

### Obra
Como compositor, Hummel está situado en el límite de dos épocas. Durante más de un siglo su reputación ha sido la de un típico virtuoso del piano del siglo XIX, pero esta visión varió por la de un compositor cuya obra abarcó todos los géneros del cambio de siglo: óperas, Singspiele, misas sinfónicas y otras obras de música sacra, música de cámara, conciertos, canciones, música para piano solo, además de muchos arreglos. Sólo la sinfonía está ausente en su repertorio.
El estilo de Hummel se encuentra entre los estilos con más calidad de su época. Consta de texturas homofónicas, melodías con ornamentaciones a la italiana y pasajes virtuosos sustentados con acompañamientos de Alberti modernizados. Su estilo, que es más moderno en las obras en las cuales utilizaba el piano, se desarrolló al largo de su vida, aunque hubo una expansión considerable cuando volvió a los escenarios en 1814 en aspectos como la expresividad, la armonía y la variedad melódica. Hummel sobresalía en la escritura melódica, particularmente en sus obras de madurez, en las cuales las líneas son menos predecibles y simétricas. 
Hummel fue uno de los compositores más importantes y populares de la corriente principal europea. Sus estudios con Mozart y su estilo, definido como clásico incluso durante su vida, lo hicieron un célebre personaje del clasicismo vienés. Por esa misma razón, cuando el clasicismo empezó estar pasado de moda, su popularidad disminuyó. Como profesor también fue dejado de lado: los ejercicios simples de Czerny eran mucho más accesibles. Es posible que el declive de su productividad en los últimos años no se debiera a estar demasiado ocupado con el trabajo en Weimar, como pensaba Liszt, sino al reconocimiento de que su tiempo ya había terminado.
Hummel tuvo mucha influencia con las siguientes generaciones de compositores pianistas. Schubert lo tenía como modelo e incluyó algunas de las técnicas virtuosas distintivas de Hummel (como el cruzamiento de manos) en sus últimas tres sonatas para piano. Se puede ver su influencia también en compositores como Schumann, Liszt y Chopin. Karl Friedrich Zelter escribió que "Hummel fue en muchos sentidos el primer Liszt".
A través de Hummel se puede ver la crucial transformación de las antiguas cualidades como la claridad, simetría, elegancia y control, que cedieron paso a nuevas ideas. Hummel tuvo un papel vital en la creación de un estilo romántico nuevo en el siglo XIX.